# Jürgen Simon
Jürgen Simon (ur. 10 stycznia 1938 w Gerze, zm. 26 października 2003 w Quirla) – niemiecki kolarz torowy i szosowy, srebrny medalista olimpijski.

## Kariera
Największy sukces w karierze Jürgen Simon osiągnął w 1960 roku, kiedy wspólnie z Lotharem Stäberem zdobył srebrny medal w wyścigu tandemów podczas igrzysk olimpijskich w Rzymie. W finałowym wyścigu Niemcy ulegli ekipie Włoch w składzie Giuseppe Beghetto i Sergio Bianchetto. Był to jedyny medal wywalczony przez Simona na międzynarodowej imprezie tej rangi oraz jego jedyny start olimpijski. Wielokrotnie zdobywał medale torowych mistrzostw kraju, w tym sześć złotych. Startował również w wyścigach szosowych, zajmując między innymi drugie miejsce w klasyfikacji Berliner Etappenfahrt oraz Ster van Bladel w 1969 roku. Nigdy jednak nie zdobył medalu na szosowych ani torowych mistrzostwach świata.